# Josef Mevald
Josef Mevald (26. listopadu 1932 Velké Hamry - 27. října 1994) byl český a československý politik Komunistické strany Československa, vedoucí tajemník Krajského výboru KSČ pro Západočeský kraj a poslanec České národní rady a Sněmovny národů Federálního shromáždění za normalizace.

## Biografie
Vyrůstal v severních Čechách, kde pracoval jako dělník v závodě SEBA, n. p., Tanvald a Mezivodí, a to až do roku 1952. V roce 1951 vstoupil do KSČ. Po návratu z vojenské služby pracoval jako tajemník KV Odborového svazu zaměstnanců v textilním a kožedělném průmyslu Karlovy Vary. V letech 1964-1965 dálkově studoval Vysokou stranickou školu při ÚV KSČ a získal titul RSDr. Poté byl zařazen jako politický pracovník do národohospodářského oddělení a oddělení průmyslu západočeského KV KSČ v Plzni. Po celý svůj život poté působil v různých stranických funkcích v západních Čechách.
V letech 1969-1973 byl vedoucím tajemníkem Městského výboru KSČ v Plzni, v letech 1973-1975 pak tajemníkem a od roku 1975 vedoucím tajemníkem Krajského výboru KSČ pro Západočeský kraj. XIV. sjezd KSČ ho zvolil za člena Ústředního výboru KSČ. V této funkci ho potvrdil XV. sjezd KSČ, XVI. sjezd KSČ a XVII. sjezd KSČ. V období říjen 1988 - 1989 byl členem sekretariátu a tajemníkem ÚV KSČ a zároveň členem Výboru pro stranickou práci v České socialistické republice. V Západočeském kraji rovněž od roku 1975 zastával post předsedy Krajského výboru Národní fronty. V roce 1979 získal Řád práce a roku 1982 Řád Vítězného února.
Dlouhodobě zasedal v zákonodárných sborech. Ve volbách roku 1971 nastoupil do České národní rady. Ve volbách roku 1976 přešel do české části Sněmovny národů (volební obvod č. 27 - Plzeň-sever-Rokycany, Západočeský kraj). Mandát obhájil ve volbách roku 1981 (obvod Plzeň-sever-Rokycany) a ve volbách roku 1986 (obvod Plzeň-sever-Rokycany). Ve Federálním shromáždění setrval do prosince 1989, kdy rezignoval v rámci procesu kooptací do Federálního shromáždění po sametové revoluci.